# Cryptophilus obliteratus
Cryptophilus obliteratus är en skalbaggsart som beskrevs av Edmund Reitter 1878. Cryptophilus obliteratus ingår i släktet Cryptophilus, och familjen trädsvampbaggar. Arten har ej påträffats i Sverige.